# Anna Ułas
Anna Ułas (ur. 1972) – polska aktorka teatralna, telewizyjna i dubbingowa.
Jest absolwentką Państwowej Wyższej Szkoły Teatralnej im. Aleksandra Zelwerowicza w Warszawie (1995). W latach 1997–2000 występowała w zespole Teatru Polskiego w Warszawie. Od 2001 jest aktorką warszawskiego Teatru Narodowego.

## Role teatralne
W Teatrze Narodowym w Warszawie występowała m.in. w spektaklach w reżyserii Jerzego Grzegorzewskiego: w Nocy listopadowej Stanisława Wyspiańskiego jako Kera (2000), Śnie nocy letniej Williama Szekspira jako Hipolita (2001), Nie-Boskiej komedii Zygmunta Krasińskiego jako Muza (2002), Morzu i zwierciadle W.H. Audena jako Miranda (2002), Hamlecie Stanisława Wyspiańskiego jako królowa-Modrzejewska (2003), Duszyczce Tadeusza Różewicza jako aktorka (2004), On. Drugi Powrót Odysa jako Penelopa (2005). Grała również w przedstawieniach Kazimierza Kutza, Ryszarda Peryta i Jerzego Jarockiego.

## Filmografia
- 1993: Czterdziestolatek. 20 lat później – kelnerka w pubie (odc. 8)
- 1996: Ekstradycja 2 (odc. 1)
- 1999: Złotopolscy – dziennikarka (odc. 195 i 196)
- 2003–2013: Na Wspólnej – pielęgniarka
- 2014: Prawo Agaty – strażniczka graniczna (odc. 55)

## Dubbing
- 1987–1990: Kacze opowieści
- 1997: Koty nie tańczą
- 1997: Polowanie na mysz
- 1999–2009: Ed, Edd i Eddy – Lilka Ohydka
- 2000–2006: Słowami Ginger – pani Zorski
- 2000: Sztruksik
- 2000–2003: X-Men: Ewolucja – Calisto
- 2001–2004: Liga Sprawiedliwych – Hipolita
- 2002: Mistrzowie kaijudo
- 2003: Old School: Niezaliczona
- 2004: Rogate ranczo – Annie
- 2004: Dom dla Zmyślonych Przyjaciół pani Foster – Nina Valerosa (odc. 52-53, Poszukiwany Chudy)
- 2005–2007: Amerykański smok Jake Long – Chang
- 2005–2008: Robotboy – Kałasznikow
- 2006: Neverwinter Nights 2 – Ginni
- 2007: Wiedźmin – jako
  - Biała Rayla,
  - Plotkara,
  - Bruxa,
  - Kelnerka
- 2007: Mass Effect – matka Benezja
- 2007: Don Chichot
- 2007: Most do Terabithii – matka Jessa
- 2007: Klub Winx – tajemnica zaginionego królestwa – Liliss
- 2008: Mia i Migunki
- 2008: Ed, Edd i Eddy: Wielkie kino – Lilka
- 2008: Dzieciak kontra Kot – Mable
- 2008: Najnowsze wydanie – mama Michaela
- 2008: Neverwinter Nights 2: Gniew Zehira – jako
  - Ginni,
  - Lastri Kassireh,
  - Inshula sar Mashewe,
  - Szamanka Batiri,
  - Lady
- 2008: Fallout 3 – Sydney
- 2009: Hotel dla psów
- 2009: Dragon Age: Początek – jako
  - Shaevra,
  - Hespith,
  - Farinden,
  - Jetta,
  - Filda
- 2010: Jak wytresować smoka
- 2010: Niania i wielkie bum – panna Dyrdum
- 2010: Toy Story 3
- 2010: Mass Effect 2 – jako
  - Moirall,
  - Waera,
  - Nyxeris,
  - Dr Elan’Shiya,
  - Shiala,
  - Lilith,
  - Erinya,
  - Załogantka Goldstein
- 2011: Rango
- 2011: Kung Fu Panda: Legenda o niezwykłości – Fenghuang
- 2011: Wiedźmin 2: Zabójcy królów – Sheala de Tancerville
- 2012: Diablo III – Gillian
- 2014: Steven Universe jako Jaspis
- 2015: League of Legends jako Illaoi
- 2015: Wiedźmin 3: Dziki Gon – Sheala de Tancerville
- 2022: Sonic 2. Szybki jak błyskawica – Rachel[1]